# Řád zlatého luňáka
Řád zlatého luňáka (japonsky 金鵄勲章 Kinši kunšó, zkráceně 金鵄章 Kinši šó) bylo vojenské vyznamenání Japonského císařství, které 12. února 1890 založil císař éry Meidži jako upomínku na císaře Džimmu, prvního japonského císaře. Podle legendy z Nihonšoki pomohl luňák císaři porazit jeho nepřátele. Řád byl oficiálně zrušen v roce 1947 z příkazu generála MacArthura coby velitele okupačních sil v Japonsku (SCAP ~ Supreme Commander for the Allied Powers). Řád se dělil do sedmi tříd a byl udělován výhradně vojákům (ať již příslušníkům císařské armády, či námořnictva) a to buďto jednotlivě a nebo hromadně, za živa i in memoriam.
Celkem bylo uděleno 1 067 492 vyznamenání (z toho přibližně 630 000 za válku v Tichomoří a 190 000 za druhou čínsko-japonskou válku), přičemž většinu tvořil řád 6. a 7. stupně. Řádu 2. stupně bylo uděleno 201 a řádu 1. stupně pouhých 41.

## Vzhled řádu

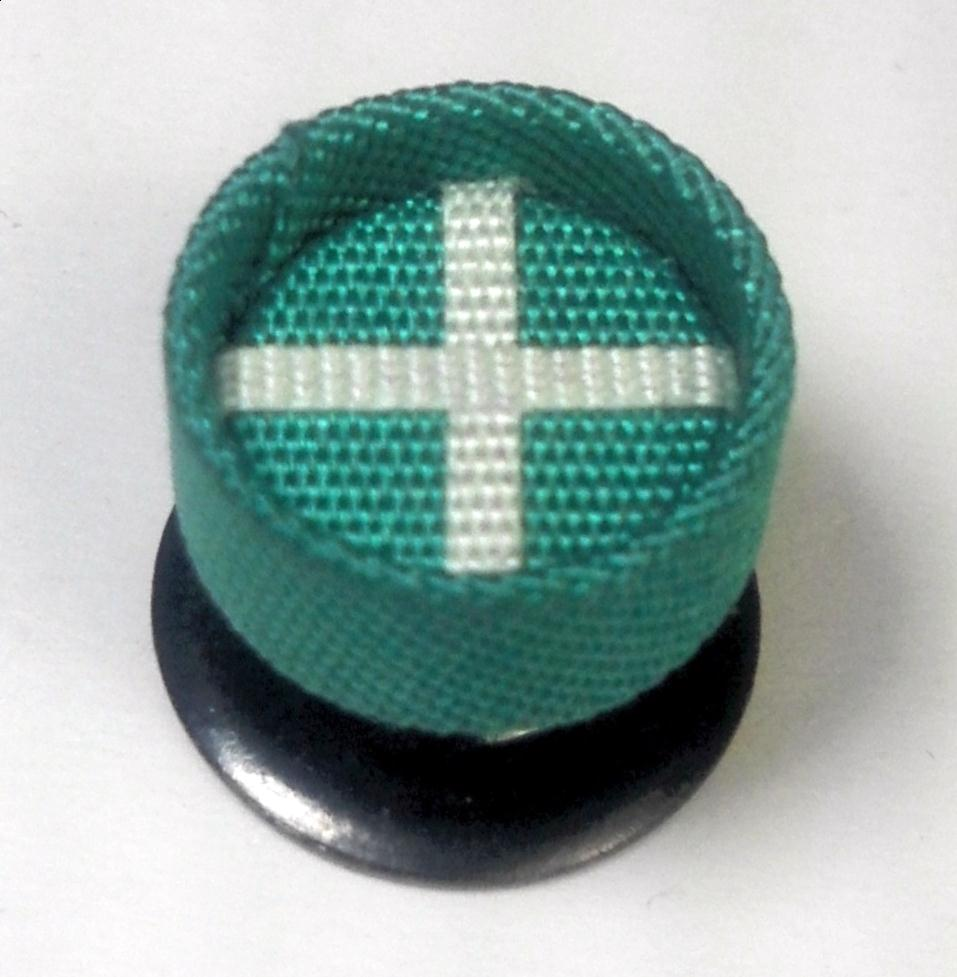
Detail rozety

Odznakem je zlatá osmicípá hvězda. Cípy jsou střídavě žluté či červené a jsou tvořeny paprsky. Žluté cípy sestávají ze tří paprsků, červené z pěti. Celkem je tedy 32 paprsků. Ve středu se nachází dva překřížené modré samurajské štíty s červenozlatými prapory ve svém středu. Na štítech leží zlaté meče. Přes střed hvězdy leží kolmo zlatý meč ozdobený stuhou, na jehož jílci se nachází zlatý luňák s roztaženými křídly.
Řádová hvězda byl v podstatě zvětšený řádový odznak. Stuha byla zelená s jedním bílým postranním pruhem.

## Třídy
Řád se dělil do 7 tříd.
- 1. třída – velkostuha přes levé rameno, hvězda
- 2. třída – u krku, hvězda
- 3. třída – u krku
- 4. třída – na prsou, rozeta
- 5. třída – na prsou, stříbrný smaltovaný odznak
- 6. třída – na prsou, pozlacený nesmaltovaný odznak
- 7. třída – na prsou, stříbrný nesmaltovaný odznak

| Řádové stuhy | Řádové stuhy | Řádové stuhy | Řádové stuhy | Řádové stuhy | Řádové stuhy | Řádové stuhy |
| ------------ | ------------ | ------------ | ------------ | ------------ | ------------ | ------------ |
| velkostuha   | II. třída    | III. třída   | IV. třída    | V. třída     | VI. třída    | VII. třída   |

Nejnižší 7. až 5. třída (功七級金鵄勲章 Kó-nana-kjú kinši kunšó až 功五級金鵄勲章 Kó-go-kjú kinši kunšó) byla určena mužstvu, 6. až 4. třída poddůstojníkům, 5. až 3. třída mladším důstojníkům, 4. až 2. třída důstojníkům v poli a 3. až 1. třída generálům a admirálům.
V letech 1916 až 1940 vznikal udělením vyznamenání i nárok na doživotní roční rentu, jejíž výše se odvíjela od stupně uděleného vyznamenání. V roce 1939 to bylo:
- 1. třída – 1500 jenů
- 2. třída – 1000 jenů
- 3. třída – 700 jenů
- 4. třída – 500 jenů
- 5. třída – 350 jenů
- 6. třída – 250 jenů
- 7. třída – 150 jenů

Pro srovnání: Měsíční plat vojína císařské armády byl 8 jenů a 80 senů (1 jen měl 100 senů), to jest 105 jenů a 60 senů za rok.
Jestliže vyznamenaný zemřel, byla renta po dobu jednoho roku přiznána jeho rodině. Jestliže vyznamenaný zemřel do pěti let od vyznamenání, byla rodině přiznána renta až do konce tohoto pětiletého období.